# Asz-Szafa
Asz-Szafa – miasto w Syrii, w muhafazie Dajr az-Zaur. W 2004 roku liczyło 18 956 mieszkańców.